# Бобровський Петро Семенович
Бобровський Петро Семенович (1880—1947) — міністр праці другого Кримського крайвого уряду.
Навчався у Московському університеті, звідки був виключений за участь у студентському русі. 1902 р. оселився в Орлі, де став активістом РСДРП. 29 квітня 1903 р. заарештований, згодом висланий до Вологодської губернії.
Був гласним Сімферопольської міської думи.
1917 р. — помічник Таврійського губернського комісара Тимчасового уряду. Від листопада 1918 до квітня 1919 р. — міністр праці другого Кримського крайвого уряду. У листопаді 1920 р. евакуювався з Криму до Туреччини, від грудня 1920 р. жив у Сербії, згодом — у Німеччині, Франції, Чехо-Словаччині.
Працював у Російському закордонному історичному архіві (1924—1942). 1945 р. заарештований більшовиками. Помер у вʼязниці.